# 인플릭시맵
인플릭시맵(Infliximab)은 전문 의약품(바이오시밀러)의 하나이다. 한국에서는 레미케이드(Remicade)라는 상표명이 사용되며 한국얀센에서 제조하고 있다. 주사제의 형태로, 류마티스 관절염, 강직성 척추염, 궤양성 대장염, 성인 크론병, 소아 크론병, 건선, 건선성 관절염에 사용된다.